# Fackspråk
Fackspråk är det ordförråd och andra språkliga strukturer som tillhör en viss verksamhet, till exempel ett yrke, en hobby eller ett akademiskt ämne, snarare än vardagsspråk.